# کلونفای
کلونفای (به فرانسوی: Colonfay) یک کمون (فرانسه) در فرانسه است که در ان (ا-دو-فرانس) واقع شده‌است. کلونفای ۳٫۲۹ کیلومتر مربع مساحت دارد ۱۶۹ متر بالاتر از سطح دریا واقع شده‌است.